# Nationales Pferdezentrum Bern

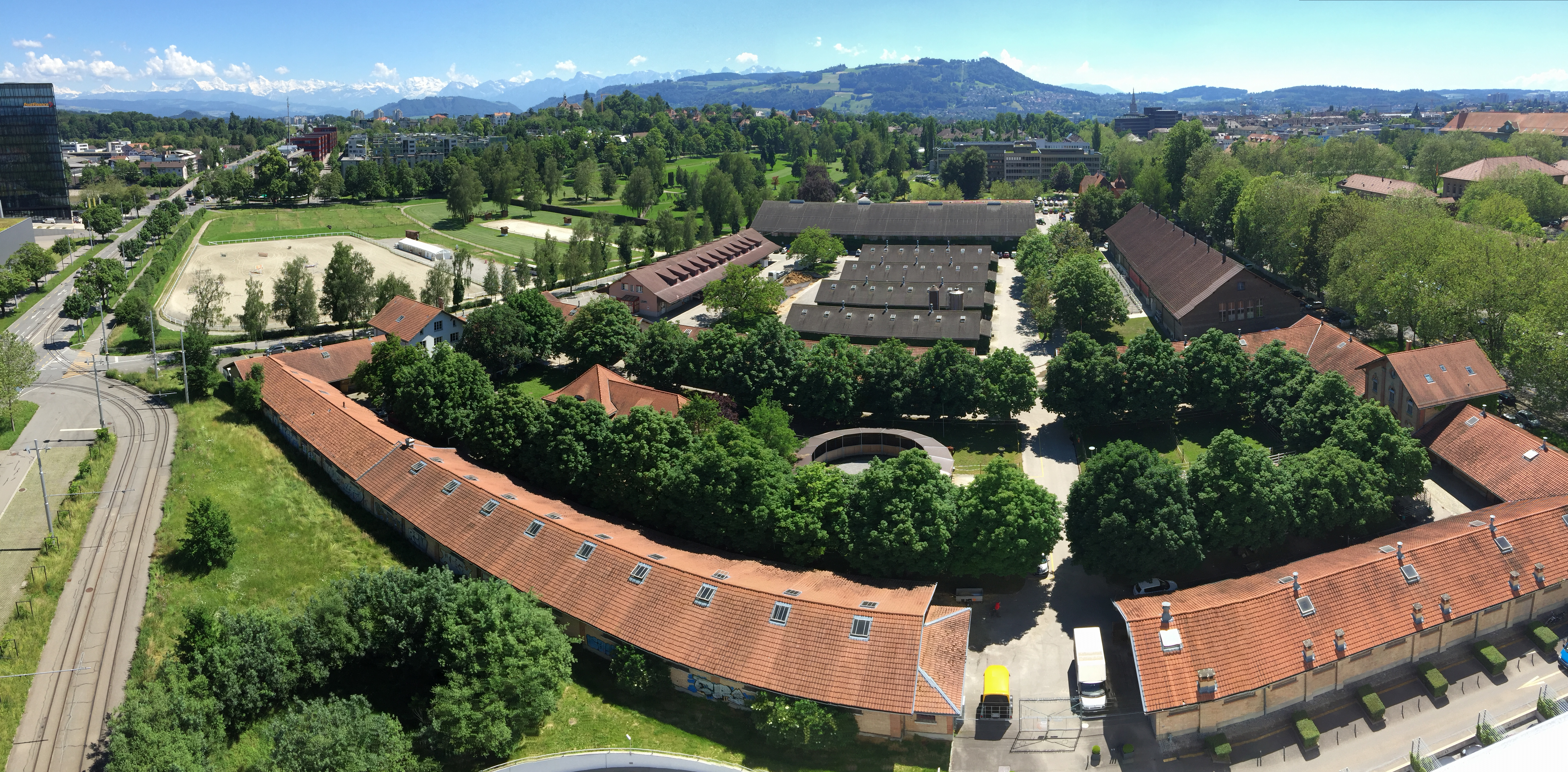
Blick über das Gelände des NPZ

Das Nationale Pferdezentrum (NPZ) ist eine Pferdesportanlage in Bern, an der Pferde, Reiter und Fahrer sowie weitere Interessengruppen ausgebildet und betreut werden. Das NPZ wurde als Genossenschaft gegründet, mit der Generalversammlung, der Verwaltung sowie der Kontrollstelle als Organisationsorgane. Das Zentrum beschäftigt über 50 Mitarbeitende und Auszubildende. Die Schwerpunkte der Tätigkeiten bilden die Leistungsvereinbarung mit der Armee, der Veterinärdienst, die Aus- und Weiterbildung von Pferden und Reitern sowie Veranstaltungen und die Einstallung und Pflege von Pensionspferden.

## Geschichte

Einweihung der Reithalle zu EMPFA-Zeiten

Im Jahr 1890 wurde das Kavallerie- und Remontendepot (KRD) auf dem Gelände des heutigen NPZ gegründet, um neu angekaufte Remonten der Schweizer Armee auszubilden. Auf der Anlage befand sich bereits die ein Jahr zuvor erbaute Kavalleriepferde-Kuranstalt, bestehend aus Krankenstallungen, Apotheke und einer Dienstwohnung für den Veterinär. Mit der Auflösung der Eidgenössischen Pferderegieanstalt in Thun (EPRA) 1950 wurde der Standort Bern zur alleinigen Pferdeanstalt der Armee und in Eidgenössische Militärpferdeanstalt (EMPFA) umbenannt. Die EMPFA erlebte in den folgenden zwei Jahrzehnten ihren Höhepunkt: Bis zu 1.200 Pferde waren hier zuhause, rund 500 Mitarbeiter waren angestellt. Die Bereiter der Anstalt waren auch im nationalen und internationalen Pferdesport erfolgreich.
- Hans Moser, der später an die Spanische Hofreitschule in Wien wechselte, gewann bei den Olympischen Spielen in London 1948 auf Hummer die Goldmedaille im Dressurreiten.
- 1964 gewann Henri Chammartin mit seinem Pferd Woermann bei den Olympischen Spielen in Tokio die Goldmedaille im Dressurreiten. Er holte noch vier weitere olympische Medaillen sowie fünf Europaschaftsmedaillen.
- Ulrich Lehmann gewann zwei olympische Medaillen im Dressurreiten; Einzel-Silber bei den Olympischen Spielen in Montreal 1976 und Team-Silber bei den Ersatzspielen 1980 in Goodwood (GBR); dazu eine Weltmeisterschaftsmedaille und sechs Medaillen bei Europameisterschaften.[3]

Als 1972 die Kavallerieverbände der Schweizer Armee abgeschafft wurden, musste auch die EMPFA umstrukturiert werden und sich verkleinern. Der Pferdebestand wurde reduziert, eine Reithalle und sechs Stallgebäude abgerissen. Dennoch werden Pferde heute noch in der Armee, vor allem in Gebieten eingesetzt, die mit motorisierten Transportmitteln nicht oder nur schwer erreichbar sind. Hauptaufgaben sind dabei die Raumüberwachung, das Holzrücken in Wäldern oder die Unterstützung bei Notlagen im unwegsamen Gelände.
Als Anfang der 1990er-Jahre die Pläne, die eidgenössische Militärpferdeanstalt EMPFA zu schliessen, bekannt wurden, ergriffen die Bürger der Stadt Bern und diverse Verbände sowie Organisationen aus der Pferdeszene die Initiative und sorgten für den Erhalt der Pferdesportanlage. Daraus entstand 1997 die Genossenschaft NPZ, die seitdem auf dem ehemaligen EMPFA-Gelände Dienstleistungen rund ums Pferd anbietet. Zu Beginn musste der Betrieb sich umstrukturieren, um weiterhin wirtschaftlich arbeiten zu können. Der Personalbestand wurde aus ökonomischen Gründen von 70 auf 30 Personen reduziert. Der Pferdebestand blieb dabei mit rund 160 Pferden – wenn auch in anderer Zusammensetzung – gleich. Ziel war eine markt- und kundenorientierte Ausrichtung ohne die Beihilfe von finanziellen Zuschüssen des Bundes. Für neue Impulse sorgten die Bernexpo sowie die Stadt Bern, die das Pferd und Reiten den Kindern und Jugendlichen näherbringen wollten. Die Startphase war durch finanzielle Schwierigkeiten und mehrere personelle Wechsel im Verwaltungsrat und in der Geschäftsleitung beeinträchtigt, doch die Leistungsvereinbarung der Armee und die sich schnell etablierenden Angebote im Privatgeschäft, u. a. Anlagenvermietung, Pension und Reitunterricht, führten rasch zu einer Stabilisierung des NPZ als privater Betrieb.
2001 wurden die zwei neuen Bereiche Reitschule/Veranstaltungen und Veterinärdienst geschaffen. In den Bereichen Dressur und Springen wurde der Schwerpunkt auf Unterricht und Kurse gelegt. Inzwischen gehört das NPZ zu den grössten Ausbildungsstätten in der Schweiz. Die Pferdeklinik mit Besamungsstation ist schweizweit eines der führenden Veterinärzentren. 2017 feierte das NPZ sein 20-jähriges Bestehen.

## Anlage unter Kulturgüterschutz

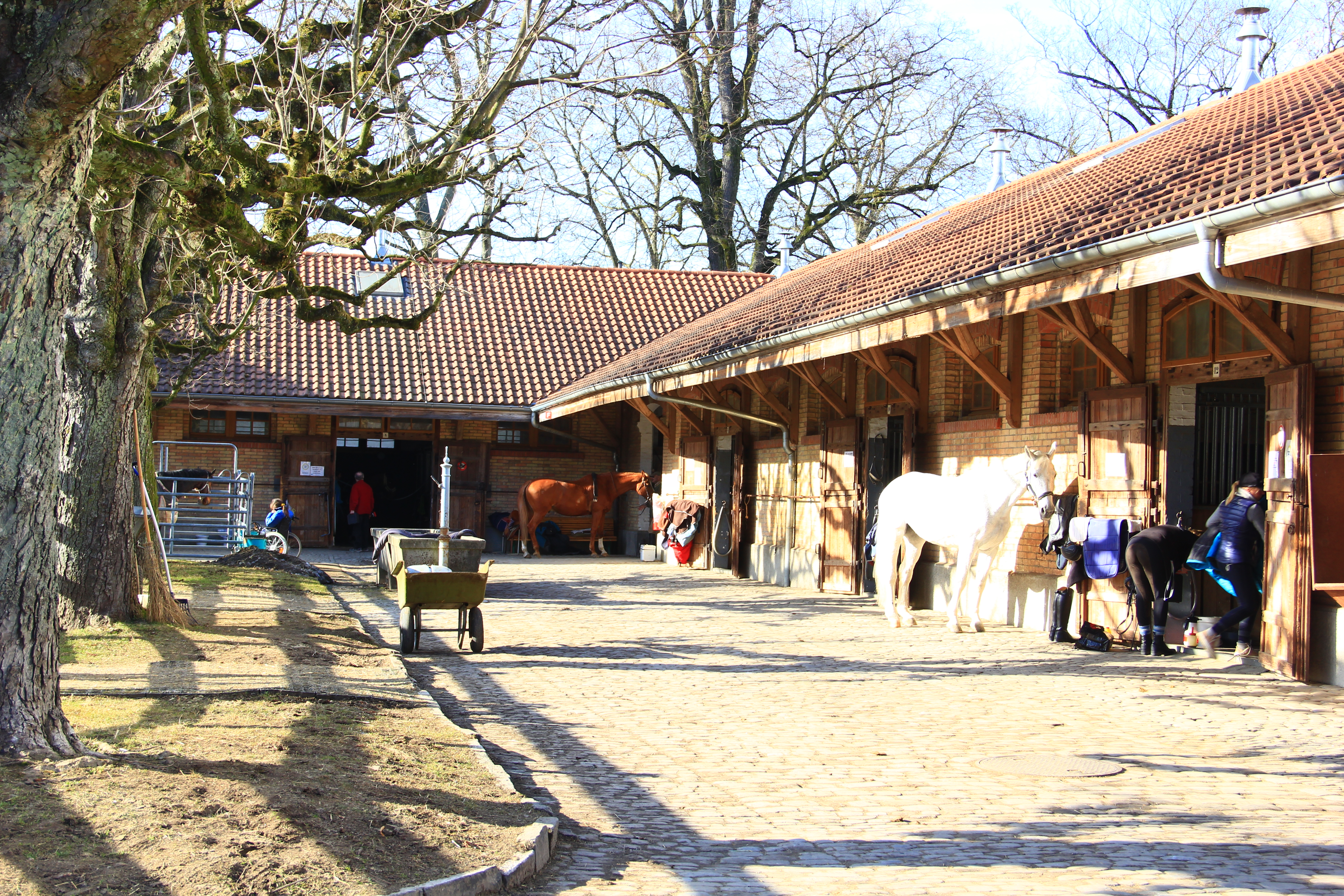
Pensionsställe im Frühjahr

Die meisten Gebäude auf dem rund 100'000 m2 grossen Gelände des NPZ stehen unter Kulturgüterschutz (KGS-Nr.: 09911). Insgesamt befinden sich acht Stallgebäude, in denen durchschnittlich 120 Pferde untergebracht, sind auf dem Areal. Bei Veranstaltungen können rund 250 Pferde eingestallt werden. Wenngleich die Ständerhaltung von Pferden in der Schweiz verboten ist, gibt es auf der Anlage noch einen Stalltrakt mit Ständern. Für diese besitzt die Schweizer Armee eine Sondergenehmigung, sodass während der Ausbildungszeit dort für einen befristeten Zeitraum von 10 Tagen die Armeepferde eingestallt werden können.

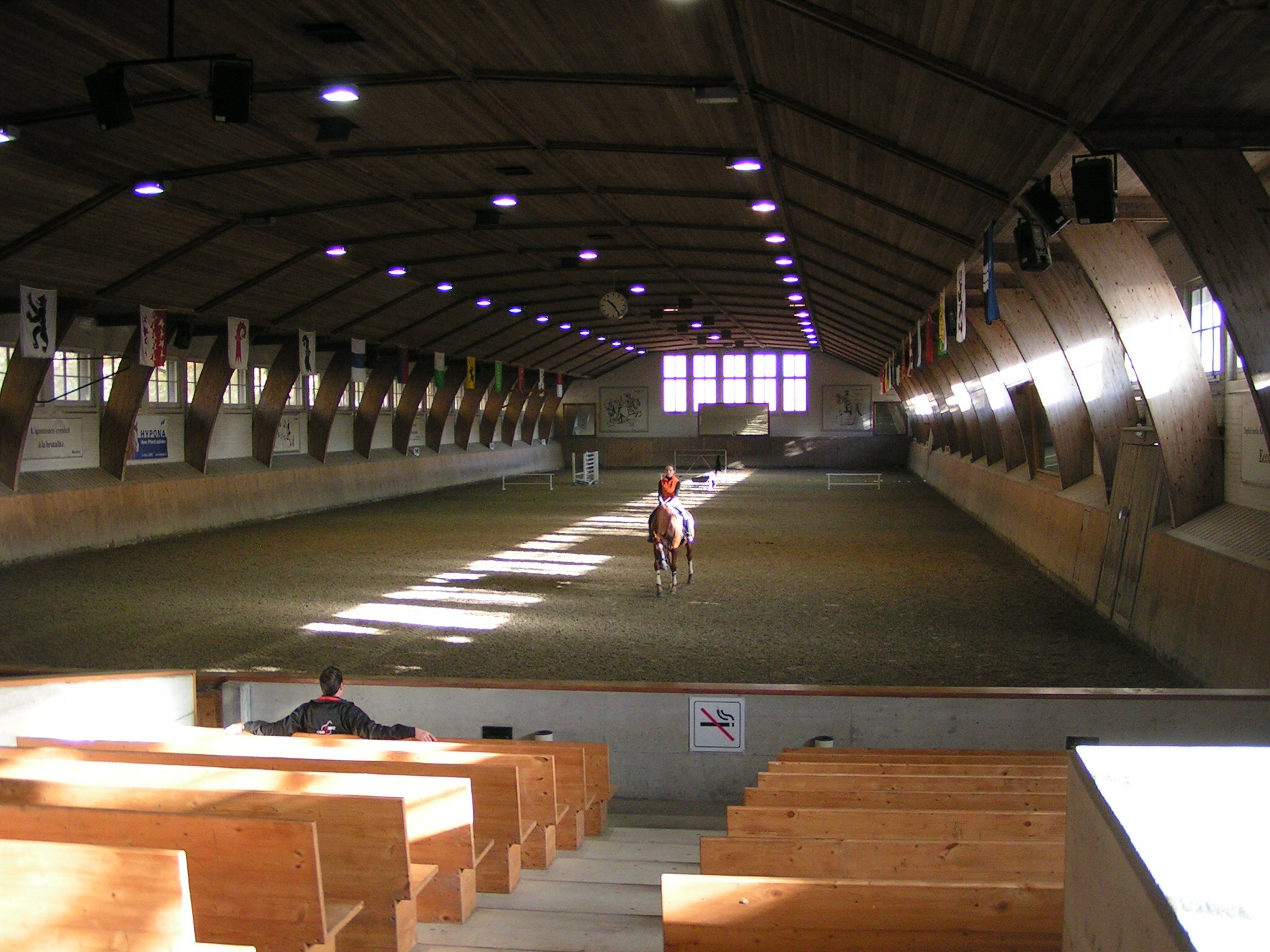
Geräumige Reithalle des NPZ

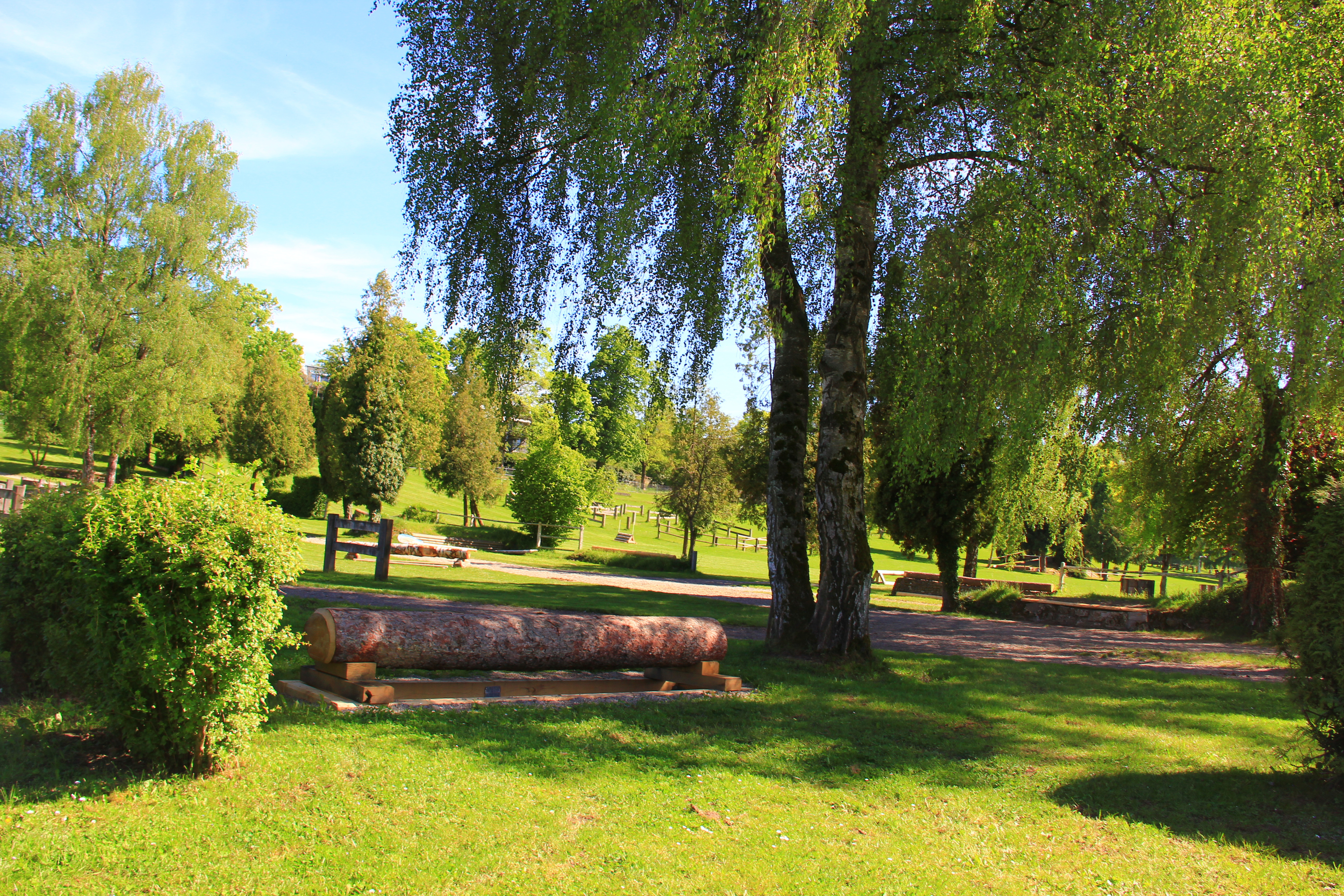
Springgarten mit festen und fallenden Hindernissen für Reiten und Fahren

Zum Betrieb gehören ebenfalls zwei Reithallen (22 × 80 m), eine Schmiede und eine Tierklinik mit Operations- und Röntgensaal sowie Besamungsstation. Von der Stadt gemietet ist auch der Springgarten (77.200 m²) mit der darum führenden Sandbahn (1.328 m). Im Paddock stehen feste und fallende Hindernisse für Reiten und Fahren.
Der Springgarten mit seinem Bestand von über 100 Jahre alten Bäumen ist laut der Fachstelle für Natur und Ökologie der Stadt Bern besonders wertvoll für den Erhalt von seltenen Pflanzen- und Tierarten. Bedingt durch die extensive Nutzung und offenen Übergänge zum Umland bildet er einen Vernetzungskorridor für Flora und Fauna.
Die Geschirr- und Wagensammlung der ehemaligen Eidgenössischen Militärpferdeanstalt (EMPFA) befindet sich ebenfalls auf dem Gelände. Die Ausstellung ist im Besitz des Bundes und wird durch die Zentralstelle für Historisches Armeematerial (ZSHAM) betreut. Darin sind Wagen, Geschirre und Sattelzeug des 19. und 20. Jahrhunderts ausgestellt und zeugen vom Kavallerie und Remontendepot (KRD), der Eidgenössischen Pferderegieanstalt Thun (EPRA) und der EMPFA. Auch Trophäen, Fotos und olympische Medaillen von EMPFA-Bereitern sind dort zu betrachten. Das Nationale Pferdezentrum Bern bietet im Auftrag der ZSHAM Führungen in der historischen Geschirr- und Wagensammlung an.
Auf dem Areal befinden sich ausserdem die Büros des Schweizerischen Verbands für Pferdesport (SVPS), eine Turnhalle des Kunstturnen Kanton Bern (KKB) und der Army Shop der Schweizer Armee.

## Dienstleistungen

### Private Dienstleistungen
- Aus- und Weiterbildung Pferd und Reiter
- Pferdepension
- Pferdeklinik
- Hufschmiede
- Kutschfahrten

### Dienstleistungen für das VBS

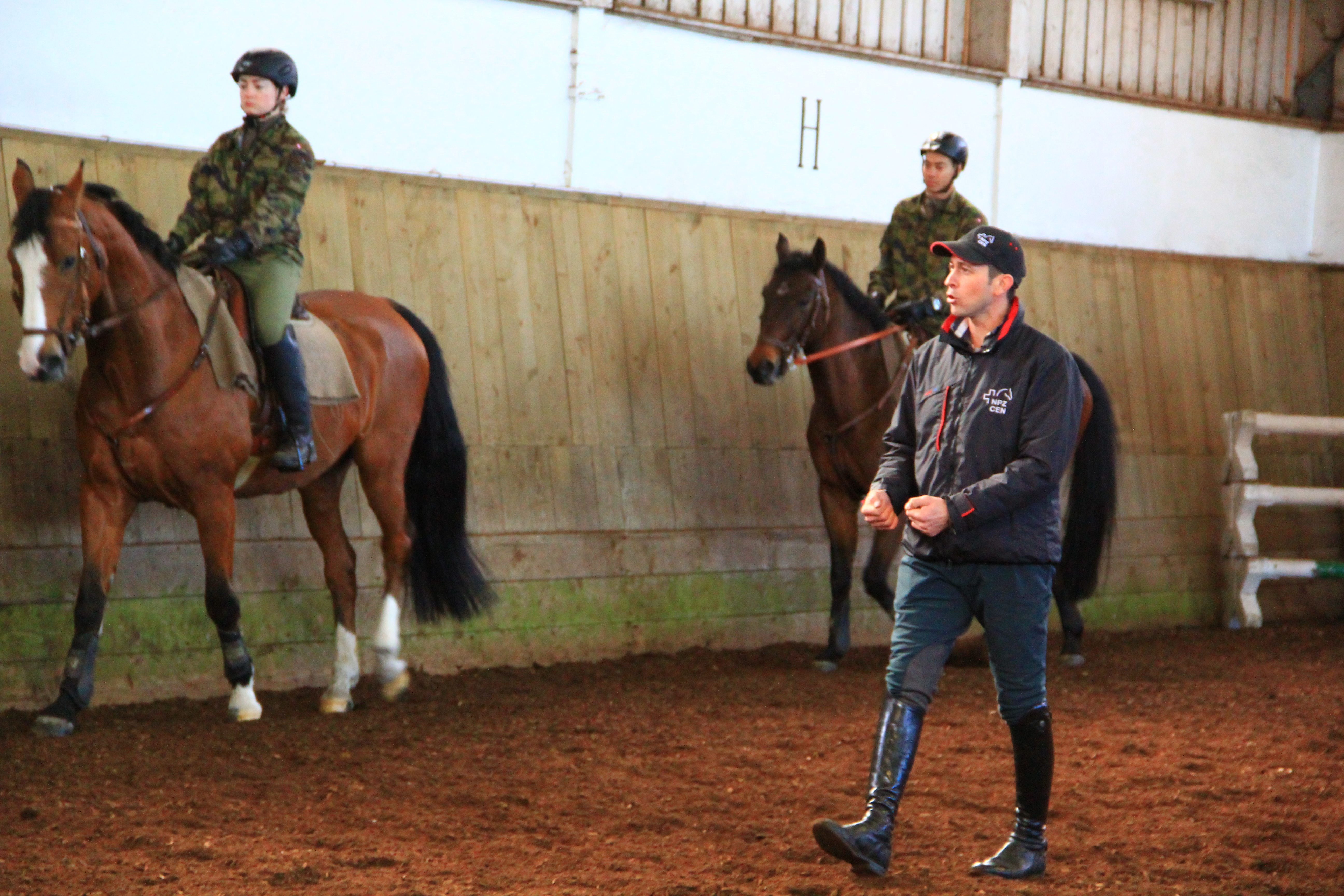
Reitunterricht für den VBS, Abteilungsreiten

Die Pflege und der Beritt der Reitpferde der Armee werden im Rahmen einer Leistungsvereinbarung mit dem Eidgenössischen Departement für Verteidigung, Bevölkerungsschutz und Sport (VBS) vom NPZ übernommen. Ab dem Alter von drei Jahren erhalten die Pferde eine Grundausbildung in Dressur, Springen, Geländetraining und Fahren und werden dann im Militär, später je nach Eignung auch bei der Berner Polizei, bei der Reitermusik oder als Lehrpferde im Reiten und Voltigieren eingesetzt. Die Freiberger für den Train werden ebenfalls im NPZ angekauft. Dort erlernen sie innerhalb von 6–8 Wochen Reiten, Fahren und Säumen und gehen danach in die Rekrutenschule. Auch die Betreuung durch Tierarzt und Hufschmied wird vom NPZ übernommen. Zusätzlich werden auch paramilitärische Aufgaben, wie zum Beispiel die Unterstützung der Berner Traingesellschaft und der Kavallerie-Bereitermusik, ausgeführt.

## Sparten und Unterricht
Die Aus- und Weiterbildung rund ums Pferd haben im NPZ eine lange Tradition und gehören zu den Haupttätigkeiten. Das NPZ verknüpfen traditionelles Wissen mit den neusten Erkenntnissen aus der Wissenschaft. Anfänger bis Spitzensportler finden hier ihren maßgeschneiderten, individuellen Unterricht – für jedes Bedürfnis und Niveau eine gezielte Förderung. Nach einer soliden Grundausbildung das Nationale Pferdezentrum Bern Unterricht in allen Disziplinen der klassischen Reitweise an.

## Pferdeklinik
- Notfall
- Schulmedizinische Angebote
- Komplementärmedizinisches Angebot
- Rehabilitationszentrum
- Hufrehestation
- Reproduktionsstation

## Berufsbildung

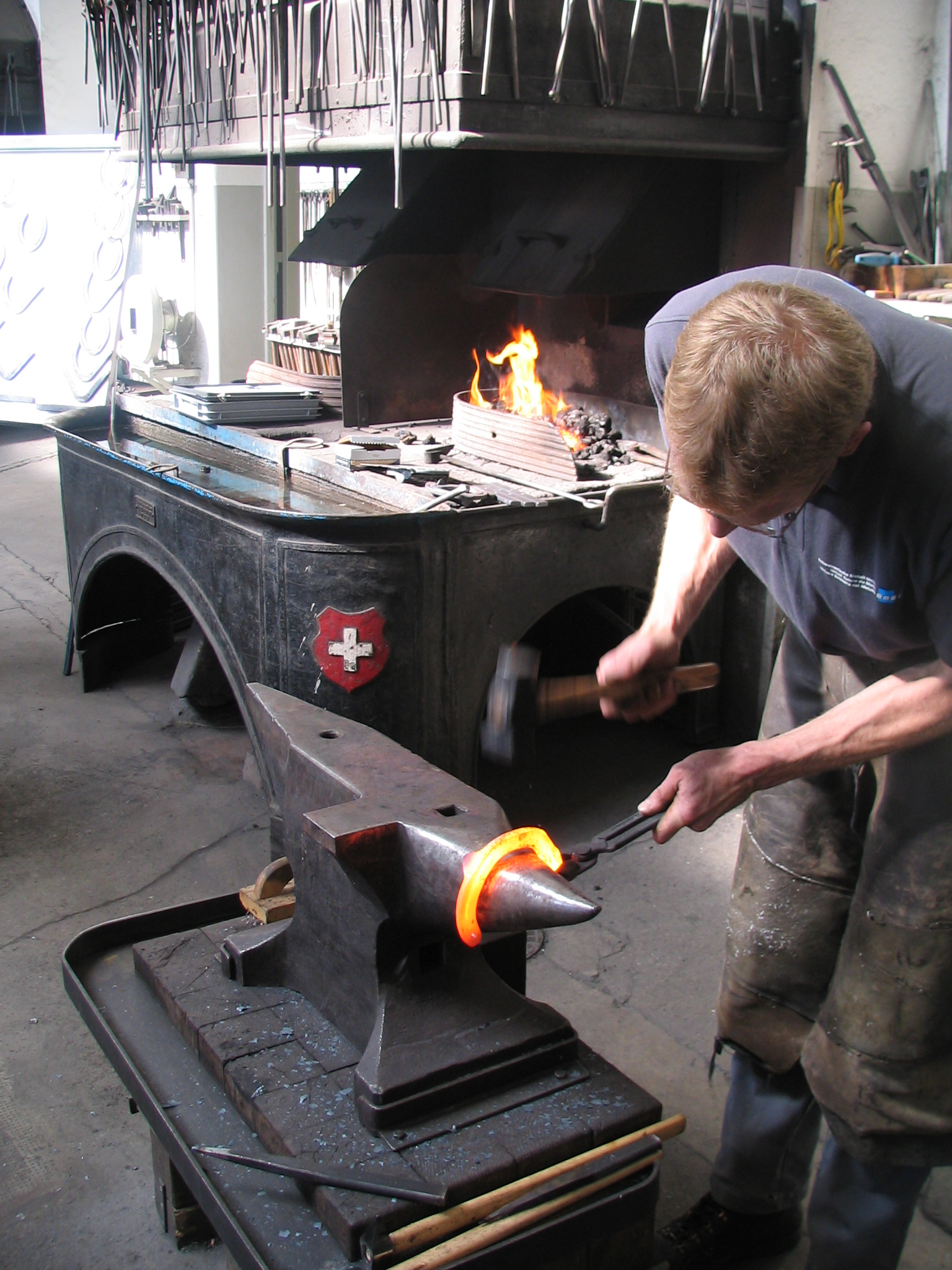
Schmieden eines Hufeisens im Nationalen Pferdezentrum

Im Nationalen Pferdezentrum werden jedes Jahr mehrere Lehrlinge in den verschiedenen Berufen rund ums Pferd ausgebildet. Zu den Ausbildungsberufen, die im NPZ abgeschlossen werden können, gehören:
- Eidgenössisches Fähigkeitszeugnis EFZ Pferdefachmann
- Eidgenössisches Berufsattest EBA Pferdewart
- Eidgenössisches Fähigkeitszeugnis EFZ Tierarztpraxisassistent TPA
- Eidgenössisches Fähigkeitszeugnis Hufschmied
- Lehrstellen für lernbeeinträchtige Jugendliche in Zusammenarbeit mit Steinhölzli Bildungswege als EBA Pferdewart resp. Praktiker PrA Pferdepflege

## Bisherige Betriebsleiter
- Bernhard Hofer (1997–1999)
- Ernst Vögeli (1999–2002)
- Hans Bienz (2002–2008)
- Corina Gerhäuser (2008–2016)
- Salome Wägeli (2016–heute)